# 니야마촌 (오카야마현 미쓰군)
니야마촌(新山村)은 오카야마현 미쓰군에 있던 촌이다. 현재의 가가군 기비추오정에 해당한다.

## 역사
- 1889년 6월 1일 - 정촌제 시행에 의해 쓰다카군 니야마촌이 발족하였다.
- 1900년 4월 1일 - 군의 통합에 의해 미쓰군에 소속되었다.
- 1955년 3월 31일 - 오사다촌, 쓰가촌, 엔조촌, 도요오카촌과 합병, 정으로 승격해 기비추오정이 신설하여 폐지되었다.

## 참고문헌
- 和泉橋警察署 『新旧対照市町村一覧』第2冊（東京 ： 加藤孫次郎、1889（明22））
- 地名編纂委員会 『角川日本地名大辞典33 岡山』（角川学芸出版、1989、ISBN 4040013301）